# Forrester Research

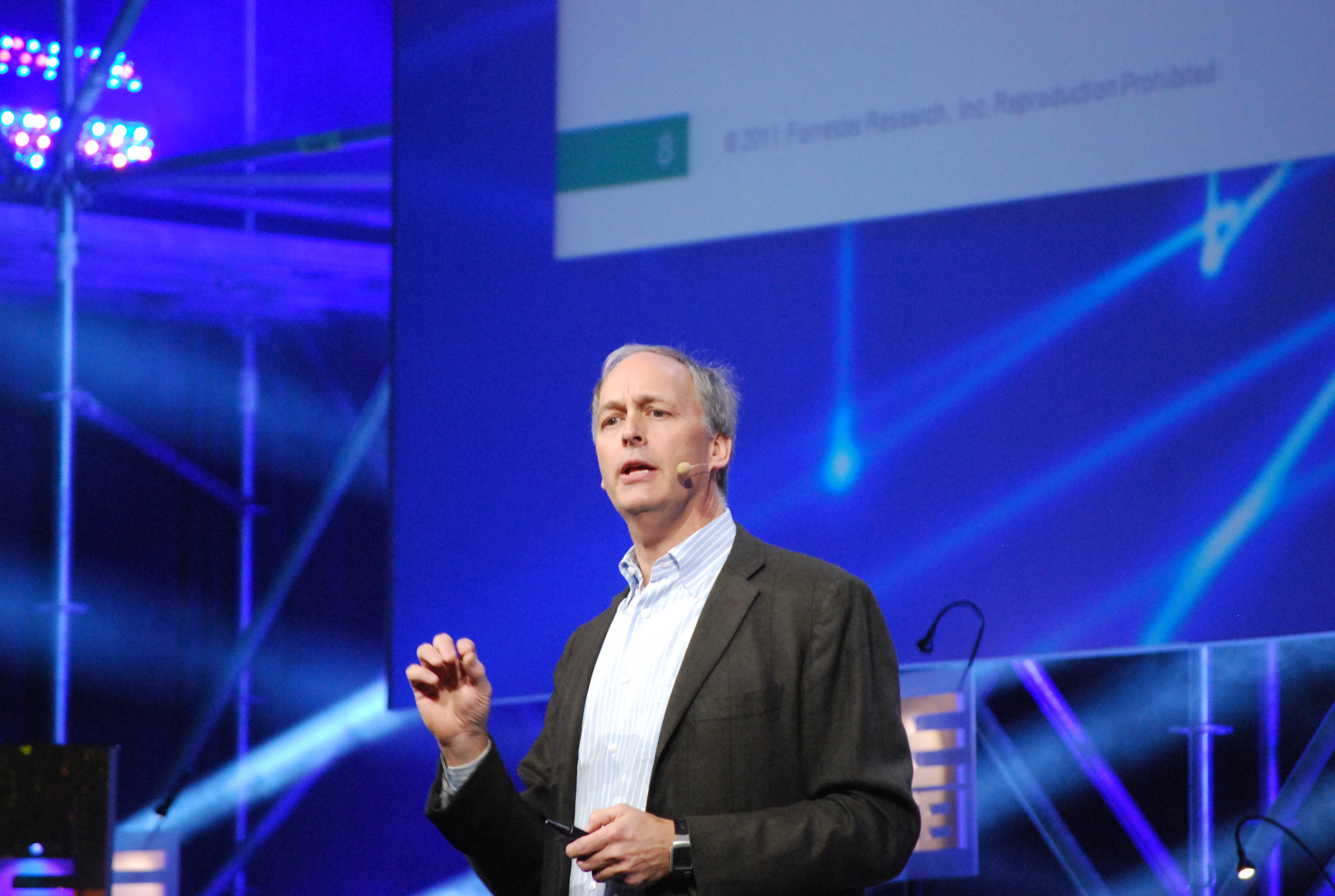
George Colony, CEO de Forrester Research

Forrester Research es una empresa independiente de investigación de mercados que brinda asesoramiento sobre el impacto existente y potencial de la tecnología a sus clientes y al público en general.  Forrester Research tiene cinco centros de investigación en los Estados Unidos: Cambridge, Massachusetts; Nueva York; San Francisco, California; Washington D. C.; y Dallas (Texas). También tiene cuatro centros de investigación en Europa, ubicados en Ámsterdam, Fráncfort del Meno, Londres, y París y cuatro centros de investigación en la región de Asia Pacífico Nueva Delhi, Singapur, Pekín y Sídney. La empresa tiene 27 puntos de venta en todo el mundo. Ofrece una amplia gama de productos, incluidas investigaciones de tecnología en los campos de negocios, investigación cuantitativa de mercado sobre la adopción de tecnología de consumo y gasto empresario en TI, consultoría basada en investigación y servicios de asesoramiento, eventos, talleres, teleconferencias y programas de redes ejecutivas entre pares.
- Datos: Q829961